# I Alone
I Alone is een nummer van de Amerikaanse rockband Live uit 1994. Het nummer is de tweede single van hun tweede studioalbum Throwing Copper.
Het nummer had wereldwijd niet echt succes. Het haalde de 38e positie in de Amerikaanse Billboard Hot 100, en in de Nederlandse Top 40 nummer 20. Nederland en het Verenigd Koninkrijk waren de enige Europese landen waarin "I Alone" een hit werd.

## NPO Radio 2 Top 2000
| Nummer met noteringen in de NPO Radio 2 Top 2000 | '09 | '10 | '11 | '12 | '13 | '14 | '15 | '16 | '17 | '18 | '19 | '20 | '21 | '22 | '23 | '24  |
| ------------------------------------------------ | --- | --- | --- | --- | --- | --- | --- | --- | --- | --- | --- | --- | --- | --- | --- | ---- |
| I Alone                                          | 544 | 758 | 593 | 667 | 622 | 744 | 758 | 732 | 687 | 700 | 769 | 735 | 802 | 947 | 943 | 1041 |

1. ↑  Een vetgedrukt getal geeft de hoogste notering aan.
2. ↑  2009 was het eerste jaar met een notering voor dit nummer.